# The Man from Utopia
The Man from Utopia (dt. Der Mann aus Utopia) ist ein Pop-Rockalbum von Frank Zappa, das 1983 auf Vinyl erschien. Das Album wurde in Zappas eigenem Studio Utility Muffin Research Kitchen produziert, einige Titel wurden dabei sehr aufwändig nachbearbeitet. So ließ Zappa in The Dangerous Kitchen einen monologartig vorgetragenen Sprechgesang (von Zappa als „Meltdown“ – deutsch „Schmelze“ – bezeichnet) von Steve Vai transkribieren und als Gitarrenbegleitung per Overdub dazuspielen. Inhaltlich behandeln die Stücke teils ernsthafte Themen wie Drogenkonsum von Entscheidungsträgern (Cocaine Decisions), Solidarität gegen Gewerkschaften (Stick Together), es finden sich aber auch humorvolle Nonsens-Texte, etwa in The Dangerous Kitchen, in dem Gefahren durch verdorbene Lebensmittel aufgezählt werden. Das Plattencover wurde vom italienischen Comiczeichner Tanino Liberatore illustriert, der für seine Comic-Figur Ranxerox bekannt wurde.

## Titelliste
Original-Album
Seite 1
1. Cocaine Decisions – 2:56
2. The Dangerous Kitchen – 2:51
3. Tink Walks Amok – 3:40
4. The Radio Is Broken – 5:52
5. Mōggio – 3:05

Seite 2
1. The Man from Utopia Meets Mary Lou (Donald and Doris Woods, Obie Jessie) – 3:19
2. Stick Together – 3:50
3. SEX – 3:00
4. The Jazz Discharge Party Hats – 4:30
5. We Are Not Alone – 3:31

CD-Ausgabe
1. Cocaine Decisions – 3:53
2. Sex – 3:44
3. Tink Walks Amok – 3:39
4. The Radio Is Broken – 5:51
5. We Are Not Alone – 3:18
6. The Dangerous Kitchen – 2:51
7. The Man from Utopia Meets Mary Lou – 3:22
8. Stick Together – 3:14
9. The Jazz Discharge Party Hats – 4:29
10. Luigi and the Wise Guys – 3:25
11. Mōggio – 2:35

## Rezeption
Kelly Fisher Lowe sieht in The Man from Utopia, welches in den Billboard Charts Platz 153 erreichte, das „wahrscheinlich unterbewerteste Album“ Zappas. Es sei „gut aufgenommen, einsichtsvoll und spielfreudig“ und beinhalte einige der präzisesten und eingängigsten Instrumentalstücke, die je auf Platte aufgenommen worden seien.